# Дамнац
Дамнац (нем. Damnatz) — община в Германии, в земле Нижняя Саксония.
Входит в состав района Люхов-Данненберг. Подчиняется управлению Эльбталауэ. Население составляет 328 человек (на 31 декабря 2010 года). Занимает площадь 16,25 км².
Коммуна подразделяется на 5 сельских округов.